# 1964年日本
1964年的日本，在東京舉行了第十八屆夏季奧林匹克運動會，這是現代奧運首次在亞洲國家舉行。

## 政府
- 天皇：裕仁
- 內閣總理大臣：池田勇人→佐藤榮作

## 大事紀

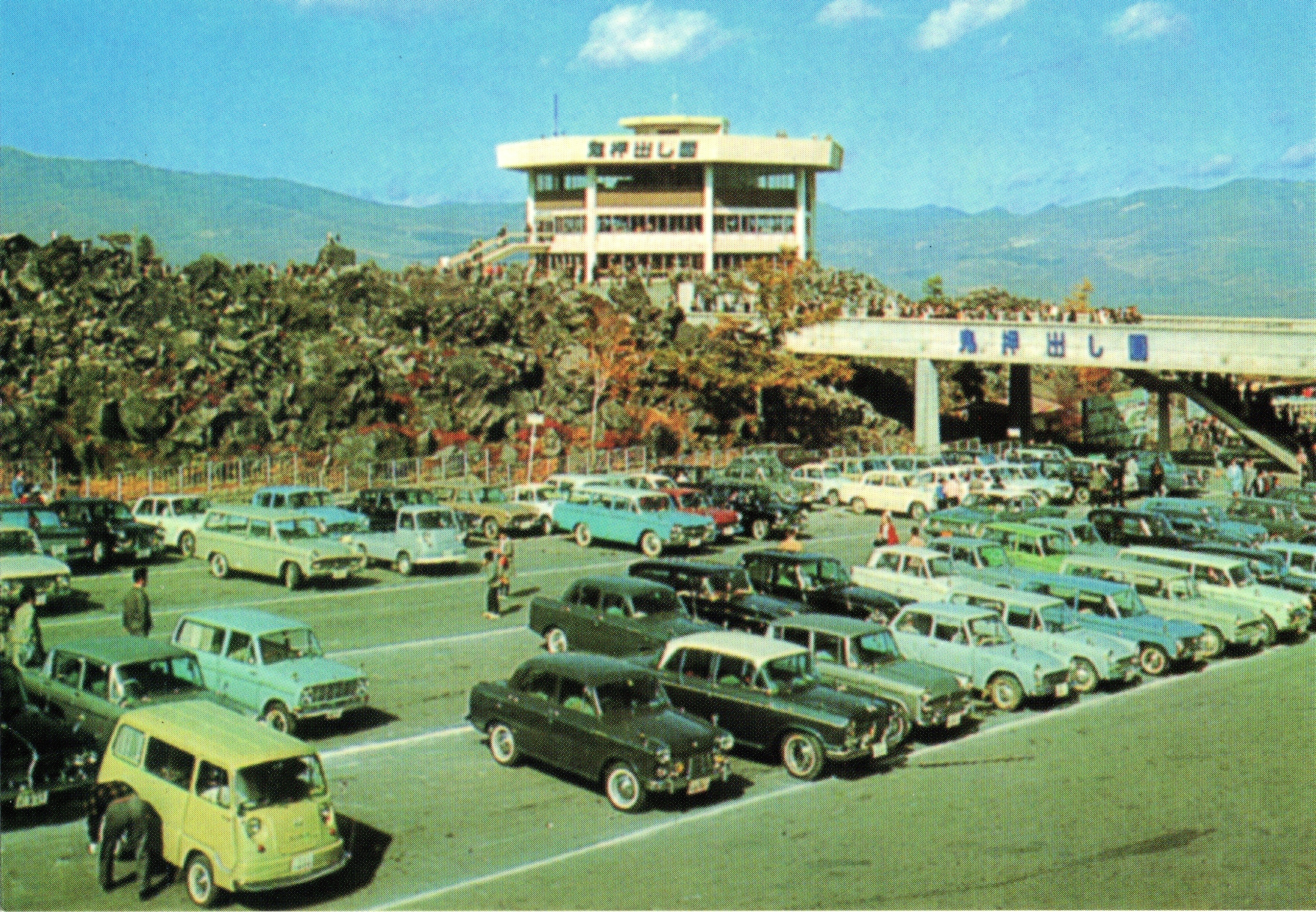
1964年日本的一處停車場

### 1月
- 1月1日——台灣屢提抗議無效，日本政府決定於本日將投奔台灣之中共「油壓機械考察團」團員周鴻慶遣返中國大陸；台灣於是明令批准張厲生大使辭職，並將公使張伯謹、參事劉邦彥、崔萬秋，及秘書林新民等調部，館務由秘書吳玉良代理[1]。

### 2月
- 2月23日——前日本首相吉田茂訪臺，謀求打開臺、日外交僵局（2月27日，離臺，與總統蔣中正五度會談，為臺日邦交好轉奠定基礎；3月4日，總統府秘書長張群將會談記錄和總結之「中共對策要綱案」函寄吉田茂；4月4日，吉田茂函覆張群，表示對要綱毫無異議。）[2]:698-699。吉田茂晉見蔣，長談並面呈池田勇人首相親筆函[1]。蔣與之多次會談，檢討亞洲反共局勢，認為欲謀求東亞和平與安定，必須增加瞭解真誠合作[3]:106。蔣以吉田茂為日本元老，乃促其負責共同挽救此一危機[3]:106。張群將「中共對策要綱案」寄給吉田茂，要綱包括下列五點：一、欲使大陸六億民眾與自由國家和平共存，並與自由國家擴大貿易，對世界和平與繁榮有所貢獻，必須解放現在共產主義控制下之中國大陸民眾，使其參加自由國家陣營是為至要；二、基於上述之目的，日本、中華民國應具體提攜合作，實現兩國之和平與繁榮，向中國大陸之民罕顯示自由主義制度之楷模，藉使大陸民眾離棄共產主義政權，誘導中國民眾將共產主義自大陸驅逐；三、中華民國政府根據中國大陸內部之情勢及其他世界局勢之變化，以客觀的判斷，認為七分政治、三分軍事之大陸反攻政策確能成功時，日本不反對反攻大陸，並予以精神上、道義上之支持；四、日本反對所謂兩個中國之構想；五、日本與中國大陸之貿易，以民間貿易為限，日本政府之政策，應慎重避免給予對中國大陸經濟援助之支持[1]。

### 3月
- 3月18日：早川電氣（夏普的前身）和索尼宣布他們已經完成了一個使用日本製造的二極管和晶體管的電子計算器原型。
- 3月24日：美國大使埃德溫·賴紹爾被日本青年刺傷。

### 4月
- 4月1日：允許日本公民自由出國旅遊。
- 4月12日：東京電視台的前身12頻道開始運營。
- 4月29日 - 京王動物園線開通。

### 6月
- 6月16日：新潟縣發生地震，造成12人死亡。

### 7月
- 7月18日：島根縣和鳥取縣發生嚴重的洪水和山體滑坡，至少有128人死亡。

### 8月
- 8月18日 - 國際奧委會決議禁止南非參加東京奧運會，理由是實行種族隔離。

### 9月
- 9月17日：東京單軌電車開通。

### 10月
- 10月1日：東海道新幹線通車。
- 10月10日至24日：第十八屆夏季奧林匹克運動會在東京舉行。
- 10月25日：池田勇人辭去內閣總理大臣職務。由佐藤榮作接任。

### 11月
- 11月9日：佐藤公布他的第一個內閣。
- 11月17日：公明黨成立。

### 12月
- 12月23日：東京地鐵東西線開通。

## 出生
- 5月5日——高山南，配音員、歌手。
- 6月22日——阿部寬，演員。

## 逝世
- 5月8日——野村吉三郎，外交官。